# Los Ángeles (Film)
Los Ángeles (Verweistitel: Los Ángeles – Der Preis ist ein Leben) ist ein deutscher Film von Damian John Harper aus dem Jahr 2014. Er hatte seine Premiere im Forum der Internationalen Filmfestspiele Berlin 2014. Der Kinostart war am 29. Januar 2015.

## Handlung
In einer kleinen Ortschaft im Süden Mexikos gibt es so gut wie keine Männer, da diese in den USA arbeiten und das verdiente Geld in die Heimat schicken. Sonntags in der Kirche tauschen sich die Frauen über das Neueste aus und präsentieren sich gegenseitig Briefe und Fotos ihrer Männer. Auch der 16-jährige Mateo soll seine Mutter und seinem jüngeren Bruder von den USA aus unterstützen, da dessen Vater nicht mehr für die Familie aufkommt. Auf Unterstützung in Los Angeles hoffend, tritt Mateo vor seinem Weggang einer Dorf-Gang bei. Um aufgenommen zu werden, soll er jedoch schwere Verbrechen begehen. Zudem kursieren Gerüchte, die Gang bedrohe ein junges Mitglied in Los Angeles. Mateo bereut seine Entscheidung und entwickelt – in Erwartung der Gefahr – einen melancholischen Blick auf seinen Heimatort und dessen Umgebung. Er stellt fest, dass die Bewohner fest mit ihren althergebrachten Werten verwurzelt sind und sich einander unterstützen, wo es ihnen möglich ist.

## Hintergrund
Zwischen seinem Grund- und Aufbaustudium arbeitete Regisseur Harper mit dem Volk der Zapoteken, einem Ureinwohner-Volk Mexikos, die in Oaxaca ansässig sind. Für den Film kehrte er dorthin zurück und drehte in einem Dorf namens Santa Ana del Valle sein Langfilmdebüt. Als Darsteller engagierte er die ansässigen Dorfbewohner. Bereits in seinem Kurzfilm Teardrop thematisierte Harper die gewaltvolle Aufnahme in eine Gang.

## Kritik
Der Filmdienst meint, Regisseur Damian John Harper „inszeniert die in der Synopsis fast konventionelle Gangster-Geschichte mit Laienschauspielern und einem fast dokumentarischen, dabei beeindruckend dichten Realismus“.
Epd Film urteilt, der Film sei „sehenswert umgesetzt, die halbdokumentarisch anmutende Handkamera bleibt immer dicht am Geschehen“. Kritisiert werden lediglich „das Spiel der Laiendarsteller“, das bisweilen ein „wenig steif wirkt“, und die Dramaturgie, die „sich gelegentlich etwas verirrt“, dennoch „gelingt Harper mit Los Ángeles ein vielversprechendes Debüt“.

## Auszeichnungen
- Biberacher Filmfestspiele 2014: Debutbiber, Bester Debütfilm
- First Steps Award 2014 in der Kategorie „Abendfüllender Spielfilm“[6]
- Deutsche Film- und Medienbewertung (FBW): Prädikat „besonders wertvoll“[7]
- Los Angeles Film Fest 2014: LA Muse Award
- Festival Internacional de Cine Guadalajara 2014: Bester Debütfilm
- Bushwick Film Festival, New York 2014: Best Narrative Feature
- Urbanworld Film Festival, Brooklyn 2014: Best Narrative Feature